# Municipio de Nadeau
El municipio de Nadeau (en inglés: Nadeau Township) es un municipio ubicado en el condado de Menominee en el estado estadounidense de Míchigan. En el año 2010 tenía una población de 1161 habitantes y una densidad poblacional de 5,55 personas por km².

## Geografía
El municipio de Nadeau se encuentra ubicado en las coordenadas 45°33′57″N 87°32′35″O / 45.56583, -87.54306. Según la Oficina del Censo de los Estados Unidos, el municipio tiene una superficie total de 209.29 km², de la cual 209,14 km² corresponden a tierra firme y (0,07 %) 0,14 km² es agua.

## Demografía
Según el censo de 2010, había 1161 personas residiendo en el municipio de Nadeau. La densidad de población era de 5,55 hab./km². De los 1161 habitantes, el municipio de Nadeau estaba compuesto por el 97,16 % blancos, el 0,6 % eran amerindios, el 0,09 % eran asiáticos, el 0,09 % eran de otras razas y el 2,07 % eran de una mezcla de razas. Del total de la población el 0,34 % eran hispanos o latinos de cualquier raza.